# 동벵골
동벵골(벵골어: পূর্ববঙ্গ, 우르두어: مشرقی بنگال)은 벵골의 동부 지역을 가리키는 말으로 현재의 방글라데시이다.

## 독립 이전
동벵골이라는 이름이 처음으로 붙은 시기는 영국에 의한 인도의 통치기였다. 넓은 인도 영토에 대한 영국의 지배는 1757년 벵골의 영주(나와브) 시라즈 우드다울라에게 플라시 전투에서 로버트 클라이브가 승리를 거두며 시작되었다. 이 승리도 영국 동인도 회사는 벵갈에 대한 주권을 행사할 수 있게 되었으며, 이것은 이 대륙에서의 영국 행정의 총본산이 되었다. 세포이 항쟁으로 알려진 1857년의 반란 이후 영국 정부는 동인도 회사로부터 직접적인 지배권을 가져왔으며, 제국의 수도를 동인도 회사에 의해 만들어진 도시였던 콜카타에 세웠다. 1900년경에는 영국령의 지방이었던 벵갈은 거대한 땅으로 구성되어 있었으며, 버마 국경에서부터 갠지스강 계곡까지 뻗어있었다. 그러나 아삼이 분리되면서 벵골은 대략 현재의 영역을 가졌다.
1905년 영국은 벵골주를 분할한 뒤 동쪽을 아삼과 합쳐 동벵골아삼주로 하고, 서벵골을 별도의 주로 하였다. 인도인들의 반발로 1912년 철회된 뒤 아삼주가 복구되고, 벵골은 하나의 주가 되었다.

## 제2차 분할, 1947~ (파키스탄기)
인도의 분할과 함께 1947년부터 동벵골주가 설치되었다가, 1954년에 벵골 정체성 약화를 위한 목적으로 동파키스탄이라는 명칭으로 바뀌었다.

## 지방 정부
파키스탄(전 동벵골)의 지방 정부로 편입된 이후에 동파키스탄은 의례적 주지사와 간선에 의해 선출된 의장에 의해 행정이 주도되었다. 1954년 5월부터, 1955년 8월까지, 공권력은 주지사에 의해 시행되었고, 의장은 존재하지 않았다.
| 임기                              | 동벵골 주지사              |
| --------------------------------- | -------------------------- |
| 1947년 8월 15일 - 1950년 3월 31일 | 프레드릭 찰머스 경         |
| 1950년 3월 31일 - 1953년 3월 31일 | 페로즈 칸 눈 경            |
| 1953년 3월 31일 - 1954년 5월 29일 | 초드리 칼리쿠자만          |
| 1954년 5월 29일 - 1955년 5월      | 이스칸다르 알리 미르자     |
| 1955년 5월 - 1955년 6월           | 마하마드 사라부딘 (acting) |
| 1955년 6월 - 1955년 10월 14일     | 아미루딘 아마드            |
| 1955년 10월 14일                  | 동벵골 지방 해제           |

| 임기                              | 동벵골 의장          | 정당            |
| --------------------------------- | -------------------- | --------------- |
| 1947년 8월 15일 - 1948년 9월 14일 | 콰와자 나지무딘      | 무슬림 연맹     |
| 1948년 9월 14일 - 1954년 4월 3일  | 누룰 아민            | 무슬림 연맹     |
| 1954년 4월 3일 - 1954년 5월 29일  | A. K. 파즈룰 후크    | 연합 전선       |
| 1954년 5월 29일 - 1955년 8월      | 주지사 통치          |                 |
| 1955년 8월 - 1955년 10월 14일     | 아부 후세인 사르카르 | 크리샥스라믹 당 |
| 1955년 10월 14일                  | 동벵골 지방 해체     |                 |

## 같이 보기
- 인도 제국
- 서벵골
- 파키스탄의 역사
- 방글라데시의 역사